# Фишер, Марио
Ма́рио Фи́шер (нем. Mario Fischer; род. 5 мая 1989, Вена, Австрия) — австрийский хоккеист, крайний нападающий клуба «Вена Кэпиталз». Игрок сборной Австрии по хоккею с шайбой.

## Карьера
Марио Фишер — воспитанник хоккейного клуба «Винер». В 2004 году выступал за молодёжный состав финской команды «Лукко». Сезон 2008/09 начал в клубе второй финской лиги СаПКо, но в середине сезона вернулся в Австрию, в клуб «Ред Булл». В 2010 и 2011 годах вместе с командой завоевал титул чемпиона Австрии. В 2011 году подписал контракт с клубом «Вена Кэпиталз». На различных уровнях Фишер выступал за сборную Австрии, и 12 ноября 2010 года сыграл первый матч в главной команде страны.